# Paolo Pizzetti
Paolo Pizzetti (24 de julio de 1860 – 14 de abril de 1918) fue un geodesta, astrónomo, geofísico y matemático italiano.

## Semblanza
Pizzetti estudió ingeniería en Roma, graduándose en 1880. Permaneció en Roma, asistiendo a Giuseppe Pisati y a Enrico Pucci en sus ensayos para la determinación absoluta de la gravedad. En 1886, se convirtió en Profesor Asociado de Geodesia en la Universidad de Génova, desde donde se trasladó a la Universidad de Pisa en 1900 para ejercer como Profesor de Geodesia. Residió en Pisa hasta su muerte en 1918.

## Publicaciones
- Escribió Höhere Geodäsie (Geodesia Superior) así como numerosos trabajos importantes sobre la teoría de los errores. Fue miembro de la Accademia dei Lincei y de la Academia de Turin.

## Eponimia
- El cráter lunar Pizzetti lleva este nombre en su memoria.[4]